# Wilmot (Dakota del Sud)
Wilmot és una població dels Estats Units a l'estat de Dakota del Sud. Segons el cens del 2000 tenia 543 habitants.

## Demografia
Segons el cens del 2000, Wilmot tenia 543 habitants, 231 habitatges, i 133 famílies. La densitat de població era de 427,9 habitants per km².
Dels 231 habitatges en un 27,7% hi vivien nens de menys de 18 anys, en un 46,3% hi vivien parelles casades, en un 7,8% dones solteres, i en un 42,4% no eren unitats familiars. En el 40,7% dels habitatges hi vivien persones soles el 23,4% de les quals corresponia a persones de 65 anys o més que vivien soles. El nombre mitjà de persones vivint en cada habitatge era de 2,24 i el nombre mitjà de persones que vivien en cada família era de 3,02.
Per edats la població es repartia de la següent manera: un 25,6% tenia menys de 18 anys, un 5,2% entre 18 i 24, un 20,4% entre 25 i 44, un 19% de 45 a 60 i un 29,8% 65 anys o més.
L'edat mediana era de 44 anys. Per cada 100 dones de 18 o més anys hi havia 84,5 homes.
La renda mediana per habitatge era de 25.000 $ i la renda mediana per família de 29.750 $. Els homes tenien una renda mediana de 22.125 $ mentre que les dones 15.673 $. La renda per capita de la població era de 13.561 $. Entorn del 13,6% de les famílies i el 16,7% de la població estaven per davall del llindar de pobresa.

## Poblacions més properes
El següent diagrama mostra les poblacions més properes.